# FC Ajax Lasnamäe
Pour les articles homonymes, voir Ajax.
Maillots
Le FC Ajax Lasnamäe est un club estonien de football basé à Tallinn.

## Historique
- 1993 : fondation du club sous le nom de FC Ajax Estel Tallinn
- 2005 : le club est renommé FC Ajax Lasnamäe